# إليزابيث أبوت
إليزابيث أبوت (بالإنجليزية: Elizabeth Abbott)‏ (و. 1946  م) هي كاتِبة، ومؤرخة كندية، ولدت في أوتا.

## التعليم
تعلمت في جامعة مكغيل، وتحصلت منها على دكتوراة في الفلسفة (حتى 1971)، وجامعة مكغيل، وتحصلت منها على ماجستير في الآداب (حتى 1966)، وجامعة سير جورج ويليامز ‏، وتحصلت منها على بكالوريوس في الفنون (حتى 1963).